# HD 108874 c
HD 108874 c est une planète extrasolaire en orbite autour de l'étoile HD 108874, une naine jaune située à 195 années-lumière de la Terre dans la constellation de la Chevelure de Bérénice.

## Découverte
HD 108874 c a été découverte en 2005.

## Caractéristiques
HD 108874 c serait planète jovienne.
Elle serait située dans la zone habitable de HD 108874 mais l'ensoleillement que la planète recevrait de son étoile ne représenterait qu'environ 15,9 % de celui que la Terre reçoit du Soleil.
Elle serait en résonance de moyen mouvement 1:4 avec HD 108874 b, autre planète jovienne du système planétaire de HD 108874, découverte en 2003.

## Désignation
HD 108874 c a été sélectionnée par l'Union astronomique internationale (IAU) pour la procédure NameExoWorlds, consultation publique préalable au choix de la désignation définitive de 305 exoplanètes découvertes avant le 31 décembre 2008 et réparties entre 260 systèmes planétaires hébergeant d'une à cinq planètes. La procédure, qui a débuté en juillet 2014, s'achèvera en août 2015, par l'annonce des résultats, lors d'une cérémonie publique, dans le cadre de la XIXe Assemblée générale de l'IAU qui se tiendra à Honolulu (Hawaï).